# We NiziU! TV
『We NiziU! TV ♡We need U♡』（ウィーニジューティーヴィー ウィーニードユー）とは、2020年12月6日から12月27日まで4週連続で日曜日12:45 - 13:15に日本テレビで放送されたバラエティ番組であり、NiziUの冠番組である。
2021年11月28日から12月26日まで毎週日曜日13:45 - 14:15にて『We NiziU! TV2』が放送された。

## 概要
NiziUがバラエティ番組のロケでミッションに挑戦する番組。

## 出演者
- NiziU
- 近藤春菜
- 森圭介（日テレアナウンサー）

## ネット局
| 放送対象地域 | 放送局                | 系列           | 放送日時                      | 放送期間                 | 遅れ    |
| ------------ | --------------------- | -------------- | ----------------------------- | ------------------------ | ------- |
| 関東広域圏   | 日本テレビ（NTV）     | 日本テレビ系列 | 日曜 12:45 - 13:15            | 2020年12月6日 - 12月27日 | 制作局  |
| 静岡県       | 静岡第一テレビ（SDT） | 日本テレビ系列 | 木曜 0:59 - 1:29 （水曜深夜） | 2020年12月10日 -         | 4日遅れ |
| 富山県       | 北日本放送（KNB）     | 日本テレビ系列 | 土曜 14:55 - 15:25            | 2020年12月12日 -         | 6日遅れ |
| 北海道       | 札幌テレビ（STV）     | 日本テレビ系列 | 不定期放送                    | 2020年12月13日 -         | 7日遅れ |

## スタッフ
シーズン1
- 企画・プロデュース：藤井淳
- ナレーター：服部潤
- 構成：北原ゆき
- CAM：古本春樹、沼田善、堅岩功
- VE：岩瀬靖生
- 音声：大井剛
- CA：白川征央
- 技術協力：J-Crew
- 美術：栗原和也（日テレアート）
- 編集：内田国俊
- MA：清水祐莉（エスユー）
- 音効：佐藤裕二（KRエンタープライズ）
- タイトルCG：熊谷千恵子
- デスク：福井静
- AP：山崎佑里子、鎌田織恵
- AD：遠藤朱理、川野夢
- ディレクター：葛西佐都美、山本圭亮、安井高哲、大脇光貴
- 演出・プロデューサー：福島英人（サルベージ）
- プロデューサー：真崎颯太郎、岡田五知信
- 制作：高谷和男
- 協力：JYP Entertainment、Sony Music Entertainment(Japan)Inc.、HJ Holdings.inc.
- 制作協力：サルベージ
- 製作著作：日本テレビ

シーズン2
- 企画・プロデュース：藤井淳
- ナレーター：服部潤
- 構成：北原ゆき
- TM：望月達史
- CAM：岩永雄允、山下貴之
- VE：鈴木昭博
- MIX：原秀彰
- 技術協力：NiTRo、J-Crew
- 美術：栗原和也、滋田由布子（日テレアート）
- 大道具：鷲嵜季映、下吉克明（ル・オブジェ・アール・スタジオ）
- 特効：内山栄一（エフェクトジャパン）
- デザイン：米津成美（日テレアート）
- 照明：谷田部恵美、藤山真緒（日テレアート）
- 電飾：冨田仁、黒沢裕之、市川元信（コマデン）
- 美術協力：日テレアート
- 編集：内田国俊
- MA：平山達也（エスユー）
- 音効：佐藤裕二（KRエンタープライズ）
- タイトルCG：熊谷千恵子
- スチール：田中堅太郎
- 宣伝：佐野絵梨
- デスク：保坂淳子
- ディレクター：安井高哲、福田達朗、松本匡貴/遠藤朱理、鈴木悠子、山田壮兵
- 総合演出：徳永清孝
- プロデューサー：毛利忍、福島英人/山崎佑里子、鎌田織恵
- 制作：南波昌人
- 制作協力：サルベージ
- 製作著作：「We NiziU! TV2」製作委員会

## 関連番組
- 虹のかけ橋 - NiziUが誕生した番組。